# River Wantsum
River Wantsum är ett vattendrag i Storbritannien.   Det ligger i riksdelen England, i den sydöstra delen av landet, 100 km öster om huvudstaden London.